# Rankwitz
Rankwitz es un municipio situado en el distrito de Pomerania Occidental-Greifswald, en el estado federado de Mecklemburgo-Pomerania Occidental (Alemania), a una altitud de 2 metros. Su población a finales de 2016 era de 600 habs. y su densidad poblacional, 20 hab/km².
Se encuentra ubicado en la isla de Usedom, en la costa del mar Báltico.